# Mers-les-Bains Communal Cemetery
Mers-les-Bains Communal Cemetery is een begraafplaats gelegen in de Franse plaats Mers-les-Bains (Somme). De militaire graven worden onderhouden door de Commonwealth War Graves Commission.
De begraafplaats telt 4 geïdentificeerde Gemenebest graven uit de Tweede Wereldoorlog.